# 13523 Vanhassel
13523 Vanhassel eller 1991 LU1 är en asteroid i huvudbältet som upptäcktes den 15 november 1991 av den belgiske astronomen Eric W. Elst vid La Silla-observatoriet. Den är uppkallad efter André Vanhassel.
Asteroiden har en diameter på ungefär 7 kilometer